# 白倉茂生
白倉 茂生（しらくら しげお、1936年2月20日 - 2023年2月25日）は、日本の実業家。中国電力元社長。

## 経歴
修道高校を経て、
- 1959年
  - 早稲田大学理工学部卒業
  - 中国電力入社
- 1993年 同社取締役 山口支店長
- 1995年 同社常務取締役
- 1999年 同社取締役副社長原子力立地推進本部長
- 2001年 同社取締役社長
- 2006年
  - 同社相談役
  - 山口大学客員教授
- 2012年9月 山口大学より博士（工学）の学位取得（76歳7ヶ月での取得は山口大学史上最高齢）

2006年、任期途中で歴代の中国電力社長としては唯一、同社会長及び中国経済連合会会長に就任せずに同社の相談役に退いた。